# Paulo Autuori
Paulo Autuori (Rio de Janeiro, 25 augustus 1956) is een Braziliaans voetbaltrainer. Autuori won als clubtrainer tweemaal de CONMEBOL Libertadores (eenmaal met Cruzeiro en eenmaal met Botafogo) en eenmaal de FIFA Club World Cup met São Paulo. Verder won Autuori diverse nationale clubprijzen.

## Erelijst
Botafogo
- Campeonato Brasileiro Série A: 1995

 Cruzeiro
- Campeonato Mineiro: 1997
- CONMEBOL Libertadores: 1997

 Alianza Lima
- Primera División: 2001

 Sporting Cristal
- Primera División: 2002

 São Paulo
- CONMEBOL Libertadores: 2005
- FIFA Club World Cup: 2005

 Al-Rayyan
- Emir of Qatar Cup: 2010, 2011

 Atlético Paranaense
- Campeonato Paranaense: 2016

 Ludogorets
- Bulgaarse Supercup: 2018